# Wendy Hiller
Wendy Hiller (15. kolovoza 1912. – 14. svibnja 2003.), engleska kazališna, filmska i televizijska glumica, dobitnica Oscara za najbolju sporednu glumicu (1958. godine). 

## Životopis
Wendy Hiller je, vlastitim izborom, bila uglavnom kazališna glumica. Počela je glumiti u kazalištu u Manchesteru ranih 1930-ih. Snimila je svega petnaestak filmova u razdoblju od 55 godina: prvi je bio Lancashire Luck iz 1937. godine, a posljednji Grofica Alice iz 1992. Značajne uloge ostvarila je u Pygmalionu (1938.), Major Barbari (1941.) i I Know Where I'm Going! (1945.) 
Nakon 1945. Hiller je većinu uloga ostvarila u kazalištu, ali je upečatljivom ulogom u filmu Odvojeni stolovi (1958.) priskrbila sebi Oscara za najbolju sporednu glumicu. Značajnu ulogu je ostvarila uz Trevora Howarda u Sinovima i ljubavnicima (1960.) Pohvale je dobila i za ulogu u adaptaciji djela Agathe Christie, Ubojstvo u Orijent Expressu (1974.)
Kao nagradu za svoja izuzetna dostignuća na polju dramske umjetnosti, Hiller je 1971. godine primila britansku plemićku titulu. Premda krhkog zdravlja, doživjela je duboku starost. Umrla je u svom domu u Beaconsfieldu, 14. svibnja 2003.

## Vanjske poveznice
- Wendy Hiller u internetskoj bazi filmova IMDb-u (engl.)